# Ragvaldsträsks bönhus
Ragvaldsträsks bönhus är en kyrkobyggnad i Ragvaldsträsk i Skellefteå landsförsamling i Luleå stift. Byggnaden tillhör bönhusföreningen i Ragvaldsträsk.

## Kyrkobyggnaden
Salen i det gamla skolhuset från 1876, som kallades Ragvaldsträsks västra folkskola, användes i många år som gudstjänstlokal. Byborna ville gärna ha en särskild lokal för gudstjänster och vid en bystämma 22 februari 1922 bestämde man sig för att bygga ut skolan med en bönsal. Beslutet ändrades 19 april samma år då man istället gav förord till ett helt fristående bönhus. Byborna Ander och John Vikdahl skänkte då mark där huset kunde byggas.
I juni 1922 fanns ritningar klara och bygget kunde sätta igång. När Länsstyrelsen gav besked om att byamännen inte kunde stå som ägare till fastigheten, bildades Ragvaldsträsk bönhusförening u.p.a i maj 1924. Eftersom överlåtelsen av bönhustomten underlättades om det hela ordnades som ett köp och inte som gåva, inköptes tomten för 15 kr. Den 3 sept 1924 var lagfarten klar, och i oktober stod bönhuset klart. Bygget hade kostat 7 169 kronor och 67 öre, och av denna summa täcktes 5 676 kronor och 93 öre med kollekter och gåvor. Återstoden, 1 600 kr, togs upp som lån. Invigningen hölls den 19 oktober av prosten Kristian August Fellström.
Byggnadsstilen i bönhuset i Ragvaldsträsk ansluter till den rådande i Västerbotten. Här finns en större samlingssal med höga fönster, läktare, garderob, trapphus, en sal för mindre sammankomster, en köksdel med lägenhet på övre våningen. En klockstapel och anslagstavla kompletterar bilden av en verksamhet med aktiva inslag. Huset har på senare år renoverats, med ny takbeklädnad, nytt kök, nymålade fönster samt ny entré med förrum och träpaneler. Ytterfasaden mot söder fick ny färg i maj 2009.   